# 安内莉·尼尔松
安内莉·尼尔松（瑞典語：Annelie Nilsson，1971年6月14日—），瑞典女子足球运动员。她曾代表瑞典参加1995年国际足联女子世界杯和1996年夏季奥林匹克运动会，均未能进入前三名。